# Alberto Magnelli
Alberto Magnelli (ur. 1 lipca 1888 we Florencji, zm. 20 kwietnia 1971 w Paryżu) – włoski malarz.
Zaczął malować w 1907 mimo braków w wykształceniu artystycznym. Początkowo posługiwał się estetyką fowistyczną. W 1909 wystawiał swoje prace na Biennale w Wenecji. 

## Wybrane wystawy
- Biennale w Wenecji (1909)
- Galleria Materassi, Florencja (1921)
- Pesaro Gallery, Mediolan (1929)
- Galerie Pierre, Paryż (1934)
- Nierendorf Gallery, Nowy Jork (1937)
- René Drouin Gallery (1947)
- Biennale w Wenecji (1950)
- Biennale w São Paulo(1951)
- Pałac Sztuk Pięknych, Bruksela (1954)
- Documenta II, Kassel [1955)
- Kunsthaus Zürich (1963)
- Musée d'Art Moderne de la Ville de Paris, Paryż (1968)